# Alta Segarra
L'Alta Segarra és una comarca natural de la Catalunya Central, delimitada per l'altiplà que li dona nom. Està situada a l'extrem nord-occidental de la comarca de l'Anoia, que abraça la zona confrontant del Bages i part del sud del Solsonès. També ha rebut el nom d'Alta Anoia, emprat sobretot com a marca turística, però sense cap fonament històric o cultural.
Fisiogràficament i econòmicament té molts paral·lelismes amb la Segarra, d'on li ve el nom. Comprèn les poblacions de Calaf, Estaràs, Aguilar de Segarra, Sant Martí Sesgueioles, la Molsosa, Calonge de Segarra, Castellfollit de Riubregós, Copons, Pinós, els Prats de Rei, Pujalt, Sant Pere Sallavinera, Veciana, Rubió, etc. Pràcticament tota la conca del riu Llobregós (llevat de Ponts, població situada a la comarca de la Noguera, que és on el Llobregós desemboca en el Segre) es considera Alta Segarra, si bé en aquest cas les poblacions que hi ha ja formen part de la comarca de la Segarra. Les poblacions que hi ha a la vall del Llobregós són Castellfollit de Riubregós, Torà, Ivorra, Biosca, etc., més relacionats amb Calaf (gràcies a la carretera que va paral·lela al Llobregós) que amb altres poblacions segarrenques.
Alguns dels municipis de l'Alta Segarra han creat la Mancomunitat Intermunicipal Voluntària Segarrenca.

## Moviment per a la creació d'aquesta comarca
L'any 1987, en una consulta realitzada a tots els municipis de Catalunya, diversos ajuntaments d'aquesta zona reivindicaven la creació d'una nova comarca coherent amb la identitat segarrenca d'aquest territori, que presenta força cohesió interna i una definida personalitat. És per això que l'any 2001 es publica l'Informe Roca, que proposa la creació de la comarca de l'Alta Segarra dins la vegueria Central.

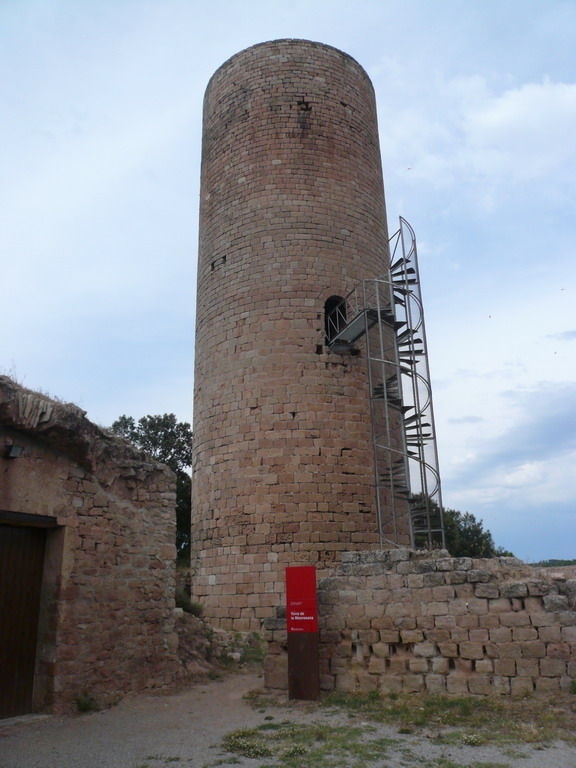
La Torre de la Manresana, una important torre de vigilància del de l'Alta Segarra.

La reivindicació d'aquest territori com a comarca administrativa ha estat una constant en els darrers anys sobretot mercès a l'impuls de l'ajuntament de Calaf. Actualment, sembla que l'Alta Segarra podria començar a esdevenir una comarca administrativa reconeguda oficialment a partir de juny del 2015, després de les eleccions municipals de maig, i que inclouria els municipis de Calaf (capital), Calonge de Segarra, Castellfollit de Riubregós, Els Prats de Rei, Pujalt, Sant Martí Sesgueioles i Sant Pere Sallavinera, i probablement també Veciana. Això es produiria a partir de la futura Llei de Govern Locals de Catalunya, que podria facilitar la creació de la vegueria del Penedès mitjançant l'àmbit funcional territorial corresponent, fent que els municipis de l'Anoia adscrits a la vegueria Central poguessin esdevenir comarca.

## Geografia
Limita al nord amb el Solsonès, a l'oest amb el Bages, a l'oest amb la Segarra, i al sud amb la resta de l'Anoia.

### Relleu

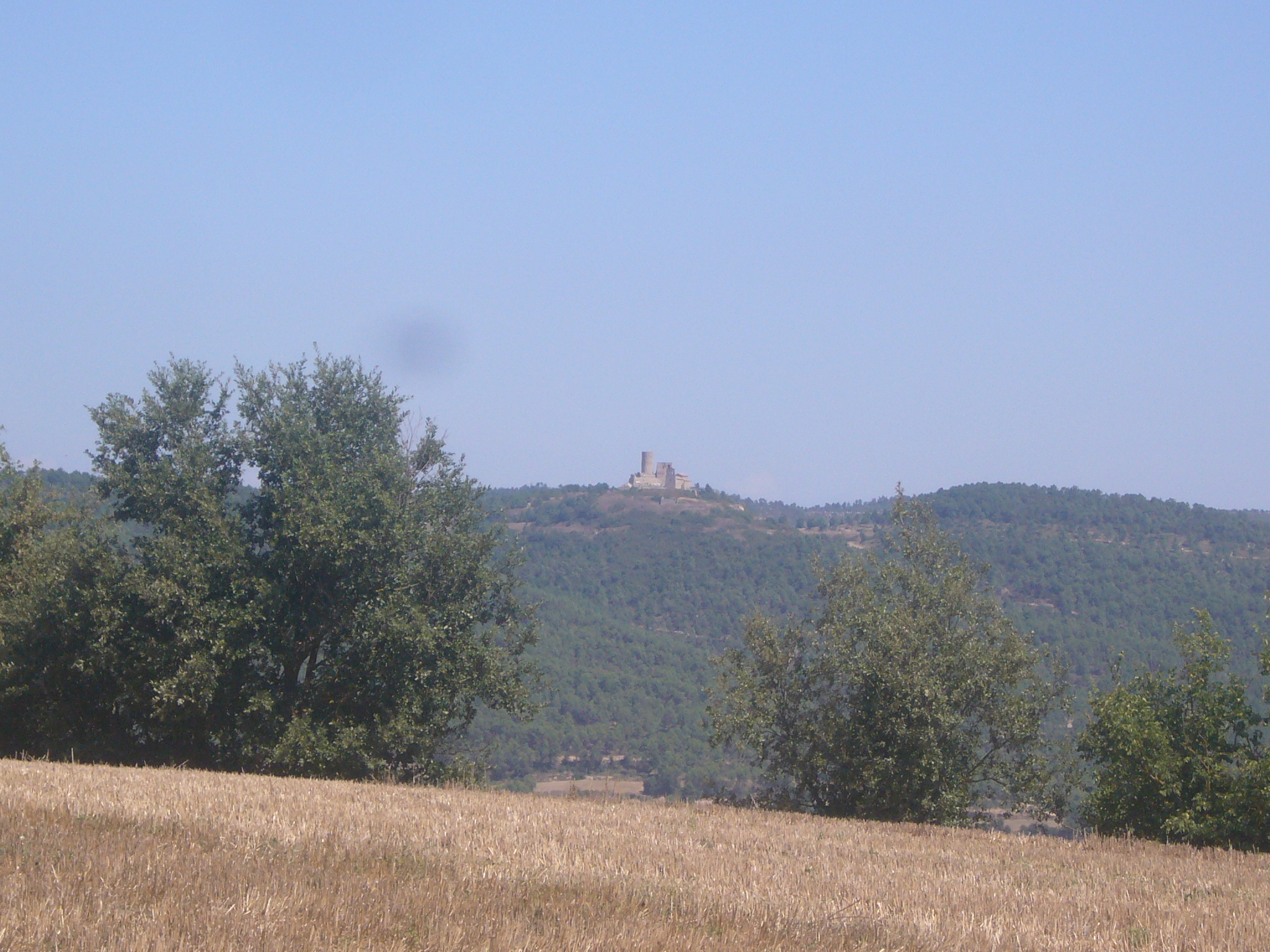
El Turó de Boixadors (863 m), el cim més alt de l'Alta Segarra.

La comarca està situada a l'Altiplà de la Segarra, una zona de camps, que, en el fons, és una continuació de la Segarra. Al sud de la comarca natural s'hi troba la Serra de Rubió, una serralada d'altitud mitjana on també s'hi troba un Parc Eòlic. Al nord-est hi ha la Serra de Castelltallat, i a l'est comença la Depressió de Lleida. A la capital de l'Alta Segarra, Calaf, hi neix el riu Anoia, que dona nom a la comarca del mateix nom. Els cims més alts de l'Alta Segarra són el Turó de Boixadors (862 metres) i amb un castell, i la Còpia de Palomes (837 metres), situada a la Serra de Rubió.

### Clima
L'Alta Segarra té un micro-clima mediterrani continental frígid a l'hivern i molt calorós a l'estiu. A l'hivern hi són protagonistes les glaçades, les boires i les nevades, i a l'estiu, les sequeres i les temperatures de més de 30 graus. La primavera i la tardor són les estacions més plujoses.

### Flora i fauna
La flora es caracteritza de camps de secà i de muntanyes de roures i alzines, tot i que també s'hi poden trobar boscos de pinassa, pi blanc i pi roig. En temps de bolets també es poden trobar rovellons, llenegues, cama-secs, fredolics, muixernons, etc
I pel que fa a la fauna, hi ha en abundància senglars, conills, esquirols, llebres, cabirols, etc.

## Demografia

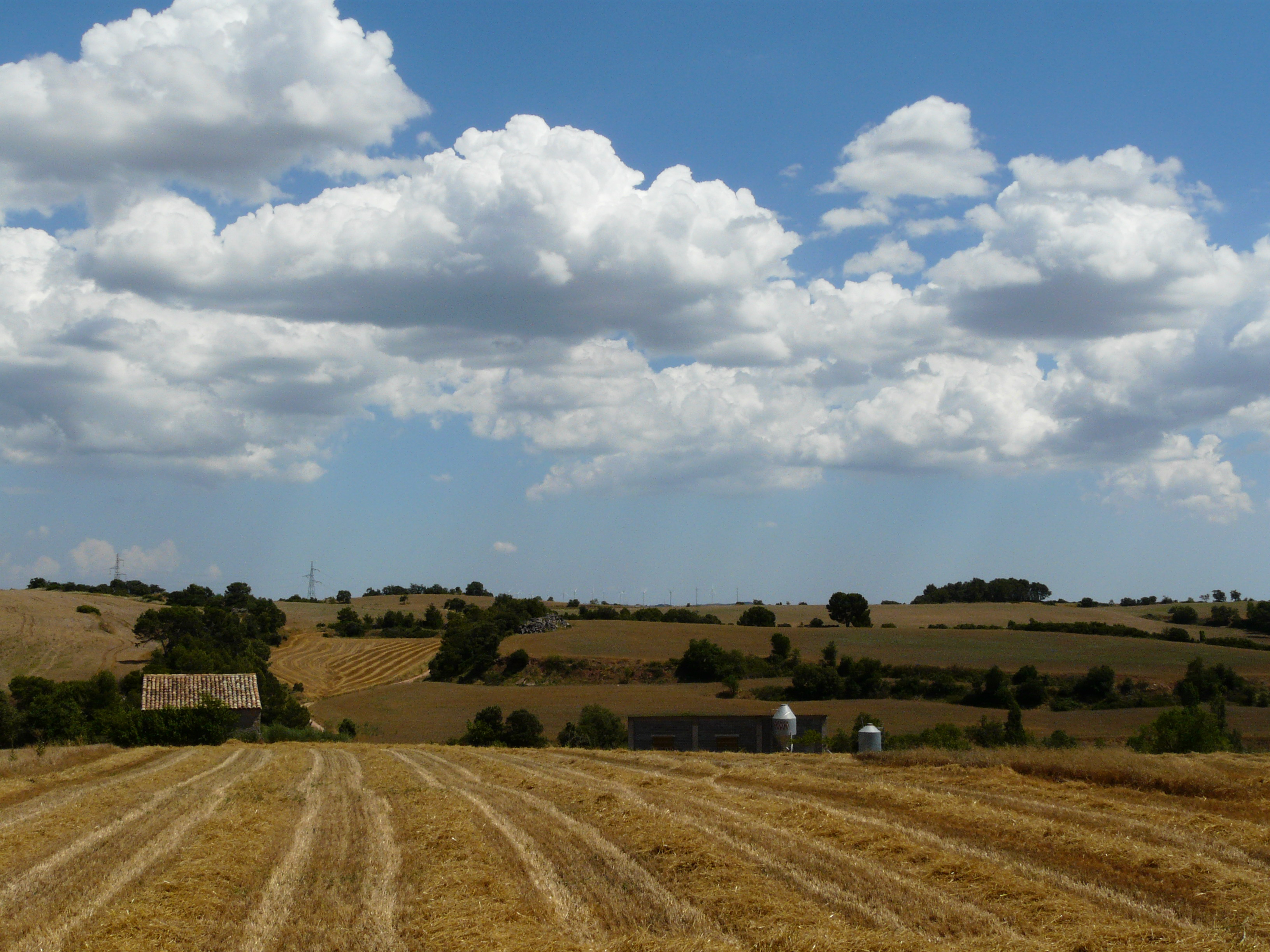
Paisatge estival a Sant Martí Sesgueioles, a l'Alta Segarra

Aquesta és la llista d'habitants i les superfícies dels pobles de l'Alta Segarra.
| Municipi                   | Habitants | Superfície  |
| -------------------------- | --------- | ----------- |
| Calaf                      | 3.504     | 9,22 km²    |
| Els Prats de Rei           | 551       | 32,45 km²   |
| Sant Martí Sesgueioles     | 382       | 3,87 km² -- |
| Calonge de Segarra         | 203       | 37,15 km²   |
| Castellfollit de Riubregós | 183       | 26,21 km²   |
| Estaràs                    | 158       | 20,9 km²    |
| Pinós                      | 296       | 104,3 km²   |
| La Molsosa                 | 104       | 26,9 km²    |
| Pujalt                     | 198       | 31,43 km²   |
| Rubió                      | 212       | 37,87 km²   |
| Sant Pere Sallavinera      | 588       | 22,02 km²   |
| Veciana                    | 176       | 38,90 km²   |
| Aguilar de Segarra         | 242       | 42,32 km²   |
| Copons                     | 325       | 32,45 km²   |